# Karavana mraků
Karavana mraků je jméno LP desky Karla Kryla vydané v roce 1979. V roce 1994 vydal toto album v CD a MC verzi Bonton.

## Seznam písní
1. Karavana mraků
2. Píseň o žrádle
3. Bakterie
4. Bridge
5. Darwin?
6. Bivoj
7. Podběly (Běla)
8. Synonymická
9. Vasil
10. Novoroční
11. Elegie

### Karavana mraků (2007)
V roce 2007 vydal Supraphon remasterovanou verzi Karavany mraků, která obsahovala devět dalších skladeb:
1. Píseň na objednávku
2. Gulášová polífka
3. Píseň pro Blbouna nejapnýho
4. Karavana mraků
5. Z ohlasů písní ruských
6. Píseň o žrádle
7. Dívka havířka
8. Azbuk
9. Novoroční